# TinyPic
TinyPic fue un servicio para el intercambio de imágenes y videos fundado en 2004 y propiedad de Photobucket.com que permitía que los usuarios pudieran subir, enlazar y compartir imágenes y videos a través de Internet. A cada imagen o video subido se le asigna una pequeña ("tiny", en inglés) dirección de Internet. No es necesario registrarse previamente para hacer uso de Tinypic. Cerró en 2019 por no poder seguir manteniendo el servicio gratuito.

## Características
Tinypic permitía la subida y el alojamiento de archivos jpeg (jpg), png, gif y tiff. Las imágenes de más de 1.600 píxeles (tanto de alto como de ancho) son redimensionadas automáticamente a un nivel aceptable.
Tynipic no acepta videos de más de 500 megabytes o que duren más de 15 minutos. Los formatos de video admitidos son 3g2, 3gp, 3gp2, 3gpp, 3p, asf, avi, divx, dv, dvx, flv, moov, mov, mp4, mpe, mpeg4, mpeg, mpg4, mpg, qt, rm, wmv, y xvid.

## Actualizaciones
Debido al excesivo consumo de banda ancha del servidor, el 23 de septiembre de 2010, TinyPic impidió el uso del servicio a usuarios de Argentina sin previo aviso provocando que los usuarios de dicho país no pudieran acceder incluso a las fotos de sus cuentas.
Luego, a partir del 24 de septiembre de 2010, TinyPic volvió a permitir la subida de imágenes a su hosting, incluyendo a los usuarios de Argentina. TinyPic inició la cooperación con las plataformas Glogster EDU.
A partir del mes de diciembre de 2010, la página de TinyPic solo está disponible en idioma inglés.
Así mismo, en el año 2011, la empresa Tinypic ha eliminado cientos de miles de imágenes alojadas por los usuarios, siendo imposible la visualización y acceso. Eso provocó un malestar entre los usuarios que utilizaban dicho servicio para alojar sus fotografías.
Adicionalmente a la eliminación de las imágenes queda la liberación de su URL, siendo esta utilizada para una imagen nueva, por esta razón cualquier imagen subida a Tinypic podrá ser vista en artículos y/o comentarios antiguos y no tan antiguos en internet, en foros que nada tienen que ver con quién subió estas imágenes y totalmente fuera de su conocimiento y control, de esta forma Tinypic viola completamente la privacidad de las imágenes alojadas.